# Severina
Severina è un romanzo di Ignazio Silone, ultima opera letteraria dello scrittore abruzzese.
L'originale del romanzo è conservato nella Casa museo Ignazio Silone a Pescina, in parte manoscritto ed in parte dattiloscritto, con il titolo La speranza di Suor Severina.

## Storia editoriale
Silone iniziò a lavorare al romanzo durante il suo soggiorno per motivi di precaria salute a Fiuggi, nel 1977; lo scritto restò incompiuto per la morte dell'autore sopraggiunta il 20 agosto 1978 a Ginevra
Il romanzo fu reso nella stesura definitiva dalla moglie dello scrittore scomparso, Darina Laracy la quale ne curò anche, nel 1981 la pubblicazione postuma.

## Trama
Il romanzo narra la storia di una giovane orfana di madre che viene allevata in un convento. Nel corso di una manifestazione di disoccupati la giovane assiste all'uccisione di un manifestante ad opera della polizia. Severina rifiuta di avallare la versione ufficiale delle autorità, secondo quanto le aveva detto la Madre Superiora. Inizia per la giovane un periodo buio e di isolamento, confortata solo dall'amicizia del padre spirituale Don Gabriele. Severina muore dopo esser rimasta ferita gravemente ad una manifestazione di operai cui era stata indotta a partecipare.

## Edizioni
- Ignazio Silone, Severina, a cura di Darina Silone, collana Scrittori italiani e stranieri, Arnoldo Mondadori Editore, settembre 1981.
- Ignazio Silone, Severina, a cura di Darina Silone, collana Oscar Narrativa, Arnoldo Mondadori Editore, febbraio 1984.